# Guttorm Sigurdsson
Guttorm Sigurdsson (* 1199; † 11. August 1204) – altnordisch Guthormr Sigurðarson, war König von Norwegen ab dem 2. Januar 1204. Er war der Sohn von Sigurd Lavard und Enkel des Birkebeinerkönigs Sverre Sigurdsson (1151–1202).
Nach dem Tod seines Onkels Håkon Sverresson am 1. Januar 1204 wurde er tags darauf als Vierjähriger zum König gewählt. Håkon Galen, Sohn der Cecilia, der Schwester von Sverre Sigurdsson (bzw. genauer der Tochter Sigurd Munns) wurde als Regent für die Zeit der Minderjährigkeit bestimmt. Den Beinamen Galen (der Verrückte) erhielt dieser vermutlich aufgrund seines Ungestüms im Kampf. Als Guttorm im Sommer 1204 plötzlich starb, wurde zunächst Håkon als Nachfolger gehandelt.
Allerdings wählten die Birkebeiner auf ihrem Thing in Nidaros, dem alten Namen Trondheims, aufgrund der Opposition des Erzbischofs und der Bauern von Trøndelag seinen Halbbruder Inge Bårdsson aus altem Trøndergeschlecht, Sohn von Sverres Schwester Cäcilia mit dem Adligen Bård Guttormson zum König. Håkon blieb militärischer Anführer und erhielt die Hälfte der königlichen Einkünfte.
Guttorm liegt im Nidarosdom in Trondheim begraben.
Der Bagler Erling Steinvegg beanspruchte mit Unterstützung Waldemars II. von Dänemark in diesen ereignisreichen Jahren des von 1130 bis 1240 dauernden norwegischen Bürgerkriegs 1204 die Herrschaft und landete 1204 mit einer großen Streitmacht in Viken.